# Леприкон (филм)
Леприкон (енгл. Leprechaun) је амерички хорор филм из 1993. године, режисера Марка Џонса, са Ворвиком Дејвисом и Џенифер Анистон у главним улогама.
Централни лик филма је зли леприкон, који монструозно убија сваког ко покуша да му украде злато, које крије у ћупу на крају дуге. Леприкон је између осталог познат и по томе што представља филмски деби прослављене глумице, Џенифер Анистон.
И поред помешаних критика и претежно лоших оцена критичара, филм је успео да оствари солидну зараду, што је довело и до настанка истоименог серијала, који укупно чини 7 филмова. Филм се врло често приказује у Ирској на Дан светог Патрика и временом је постао култни класик. Оригинално је било планирано да филм буде много страшнији хорор, али је Дејвис унео много хумора у своју улогу.
Већ наредне године, филм је добио наставак под насловом Леприкон 2, али се, осим леприкона, нико од ликова из првог дела не враћа у наставку.

## Радња
Тори Рединг се заједно са својим оцем сели у нову кућу на селу. Када двојица радника на њеној кући пронађу ћуп са златом на крају дуге и однесу га са собом, то врло разбесни злог леприкона чије су злато украли. Након што их леприкон нападне, Тори мора да пронађе старог власника куће, Дена О'Гредија, који је знао леприконове слабости. Леприкон је прати и убија Дена, али не пре него што он открије Тори да је једино што може уништити леприкона детелина са четири листа.

## Улоге
| Глумац            | Улога                 |
| ----------------- | --------------------- |
| Ворвик Дејвис     | Леприкон              |
| Џенифер Анистон   | Тори Рединг           |
| Кен Олант         | Нејтан Марфи          |
| Марк Холтон       | Ози Џонс              |
| Роберт Хај Горман | Алекс Марфи           |
| Дејвид Перментер  | заменик шерифа Трипет |
| Вилијам Њумен     | шериф Рој Кронин      |
| Шеј Дафин         | Данијел „Ден” О'Греди |
| Памела Мант       | гђа О'Греди           |
| Џон Сандерфорд    | Џеј-Ди Рединг         |
| Џон Волдстад      | Џо                    |